# Subgénero Cyclobalanopsis
Cyclobalanopsis es actualmente una sección de árboles pertenecientes al género Quercus, subgénero Cerris, dentro de la familia de las fagáceas.
Son robles del este y sureste de Asia. Árboles que crecen hasta 10-40 m de altura. Se diferencian del Subgénero Quercus en que sus bellotas tienen tazas con característicos anillos de escamas. También los diferencia tener las bellotas densamente agrupadas.  Flora de China trata Cyclobalanopsis como un género. También se ha considerado un subgénero dentro de Quercus, pero tras la última revisión del género Quercus, la mayoría de los taxonomistas lo consideran una sección dentro del mismo. 
Contiene alrededor de 100 especies.Todas ellas siendo perennifolias que  habitan en regiones tropicales, subtropicales y templado-cálidas.

## Especies seleccionadas
- Quercus acuta -  # Japón, Corea.
- Quercus albicaulis - # China.
- Quercus argentata - # Malasia, Indonesia.
- Quercus argyrotricha - # Guizhou (China).
- Quercus augustinii - # China, Vietnam.
- Quercus austrocochinchinensis - # China, Vietnam, Tailandia.
- Quercus austroglauca - # China.
- Quercus bella - # China.
- Quercus blakei - # China, Vietnam, Laos.
- Quercus camusiae - # China, Vietnam.
- Quercus championii - # China, Taiwán.
- Quercus chapensis - # China, Vietnam.
- Quercus chevalieri - # China, Vietnam.
- Quercus chingsiensis - # China.
- Quercus chungii - # China.
- Quercus daimingshanensis - # China.
- Quercus delavayi - # China.
- Quercus delicatula - # China.
- Quercus dinghuensis - # China.
- Quercus disciformis - # China.
- Quercus edithiae - # China, Vietnam.
- Quercus elevaticostata - # Fujian (China).
- Quercus fleuryi - # China, Vietnam, Laos.
- Quercus gambleana - # China, India.
- Quercus gemelliflora - # Malasia, Indonesia.
- Quercus gilva - # Japón, Taiwán, China.
- Quercus glauca -  # desde Afganistán a Japón y Vietnam.
- Quercus helferiana - # China, India, Birmania, Tailandia, Laos, Vietnam.
- Quercus hondae - # Kyūshū (Japón).
- Quercus hui - # China.
- Quercus hypophaea - # Taiwán.
- Quercus jenseniana - # China.
- Quercus jinpinensis - # China.
- Quercus kerrii -  # Vietnam, Tailandia, posible China.
- Quercus kiukiangensis - # China.
- Quercus kouangsiensis - # China.
- Quercus lamellosa - # Himalaya.
- Quercus lineata - # Malasia, Indonesia.
- Quercus litoralis - # China.
- Quercus litseoides - # China.
- Quercus lobbii - # China, India.
- Quercus longinux - # Taiwán.
- Quercus lowii - # Borneo.
- Quercus lungmaiensis - # Yunnan (China).
- Quercus merrillii - # Sabah y Sarawak (Malasia), Palawan (Filipinas).
- Quercus morii - # Taiwán.
- Quercus motuoensis - # China.
- Quercus multinervis - # China.
- Quercus myrsinifolia -  # China, Japón, Corea, Laos, Tailandia, Vietnam.
- Quercus neglecta - # China, Vietnam.
- Quercus ningangensis - # China.
- Quercus obovatifolia - # China.
- Quercus oxyodon - # Assam, Birmania, China, Bután, Nepal.
- Quercus pachyloma - # China, Taiwán.
- Quercus patelliformis - # China.
- Quercus pentacycla - # China.
- Quercus phanera - # China.
- Quercus poilanei - # China, Vietnam, Tailandia.
- Quercus rex - # China, Vietnam, India, Laos, Birmania.
- Quercus salicina - # Japón, Corea del Sur.
- Quercus saravanensis - # China, Laos, Vietnam.
- Quercus schottkyana - # China.
- Quercus semiserrata - # China, Bangladés, India, Birmania, Tailandia.
- Quercus sessilifolia - # Japón, Taiwán, China.
- Quercus sichourensis - # Yunnan (China).
- Quercus stenophylloides - # Taiwán.
- Quercus stewardiana - # China.
- Quercus subhinoidea - # China.
- Quercus subsericea - # Malasia, Indonesia.
- Quercus thorelii - # China, Laos, Vietnam.
- Quercus tomentosinervis - # China.
- Quercus treubiana - # Sumatra, Borneo.
- Quercus xanthotricha - # China, Laos, Vietnam.
- Quercus yingjiangensis - # China.
- Quercus yonganensis - # China.